# I Rezerwowy Korpus Armijny (Cesarstwo Niemieckie)
I Rezerwowy Korpus Armijny  (niem. I. Reserve-Korps)  – wyższy rezerwowy związek taktyczny Armii Cesarstwa Niemieckiego. 
W sierpniu 1914 rozwinięto w Niemczech do etatów wojennych związki operacyjne (armie). W skład 8 Armii wszedł między innymi I Rezerwowy Korpus Armijny. W I wojnie światowej korpus walczył na froncie wschodnim.

## Struktura organizacyjna
Skład od 2 VIII 1914 do 20 IX 1915:
- dowództwo korpusu
- 1 Rezerwowa Dywizja Piechoty
- 36 Rezerwowa Dywizja Piechoty

## Dowódcy korpusu
| Stopień          | Imię i nazwisko  | Okres (od)   |
| ---------------- | ---------------- | ------------ |
| generał piechoty | Otto von Below   | 2 VIII 1914  |
| generał lejtnant | Kurt von Morgen  | 28 XI 1914   |
| generał lejtnant | Richard Wellmann | 24 VIII 1918 |